# Вулиця Олени Пчілки (Житомир)
Вулиця Олени Пчілки — вулиця в Богунському районі міста Житомира.

## Опис
Знаходиться у привокзальній частині міста, в історичній місцевості Гейнчівка. Бере початок від вулиці Івана Мазепи, прямує на схід, завершуючись перехрестям з вулицею Східною.
Забудова вулиці переважно представлена індивідуальними житловими будинками садибного типу 1960-х років побудови.

## Історичні відомості

### Історія назви
Перша назва — вулиця Лесі Українки. У 1995 році вулиця названа на честь української письменниці, матері Лесі Українки Ольги Петрівни Косач, яка творила під псевдонімом Олена Пчілка.

### Історія формування вулиці
Вулиця та її забудова почали формуватися у 1950-х роках як нова ділянка вулиці Лесі Українки.
Нову ділянку вулиці Лесі Українки між нинішніми вулицями Івана Мазепи й Східною прокладено у 1950-х роках згідно з генеральним планом 1852 року, яким передбачалося продовження тодішньої Прохорівської вулиці до перехрестя зі Східною.
У ХІХ сторіччі на території, де нині знаходиться вулиця Олени Пчілки пролягала північна межа садиби значних землевласників Гейнчів. З новозапланованою у 1852 році ділянкою тодішньої Прохорівської вулиці майже збігався Старогончарний шлях, що включав у себе нинішню Старогончарну вулицю й провулок Косачів та прямував далі на північний схід.
До 1950-х років територія, де згодом почне забудовуватися майбутня вулиця Олени Пчілки, відносилася до земель хутора Перша Хінчанка та була вільною від забудови.
Первинна забудова вулиці сформувалася до кінця 1960-х років.
У 1995 році цю ділянку (між нинішніми вулицями Івана Мазепи та Східною) тодішньої вулиці Лесі Українки, ізольовану забудовою від основної частини вулиці Лесі Українки, виділено в окремий топонімічний об'єкт — вулицю Олени Пчілки. Житлові будинки вздовж вулиці зі зміною нумерації переадресовано з вулиці Лесі Українки до нової вулиці.